# Петров, Валерий Георгиевич (прокурор)
Вале́рий Гео́ргиевич Петро́в (род. 20 октября 1957, с. Нукуты, Нукутский район, Усть-Ордынский Бурят-Монгольский национальный округ, РСФСР, СССР) — советский и российский государственный деятель, юрист. Заместитель Генерального прокурора Российской Федерации — Главный военный прокурор с 28 июня 2017.
Государственный советник юстиции 1 класса (2018).

## Биография
Родился в 1957 году в селе Нукуты, Нукутского района, Усть-Ордынского Бурят-Монгольского национального округа.
После средней школы в 1974 году поступил на юридический факультет Иркутского государственного университета имени А. А. Жданова, который окончил в 1979 году.
В 1979—1983 гг. — старший юрисконсульт в управлении сельского хозяйства Нукутского райисполкома.
В декабре 1983 года перешел на работу в органы прокуратуры Бурятской АССР.
В 1983—1984 гг. — служба в следственном отделе прокуратуры Бурятской АССР.
В 1984—1985 гг. — старший следователь прокуратуры города Улан-Удэ.
В 1985—1987 гг. — заместитель прокурора Советского района города Улан-Удэ.
В 1987—1992 гг. — прокурор Иволгинского района Бурятии.
В 1992—1998 гг. — начальник отдела кадров прокуратуры Республики Бурятия.
В 1998—2006 гг. — заместитель прокурора Республики Бурятия.
С 15 ноября 2006 по 28 июня 2017 гг. — прокурор Республики Бурятия.
28 июня 2017 года Совет Федерации России назначил Валерия Петрова заместителем Генерального прокурора Российской Федерации — Главным военным прокурором.

## Награды и звания
- Почётная грамота Президента Российской Федерации (2015)[1][2],
- Почётный знак прокуратуры Монголии[3][7],
- Заслуженный юрист Республики Бурятия[3][7]
- Нагрудный знак «Почётный работник прокуратуры Российской Федерации»[3],
- Нагрудный знак «За безупречную службу в прокуратуре Российской Федерации» (2007)[7],
- Орден Святого благоверного князя Даниила Московского III степени (2007),
- Знак отличия «За верность закону» I степени (2008)[7],
- Именное огнестрельное оружие (2009)[7],
- Заслуженный работник прокуратуры Российской Федерации (2011)[1][2][8],
- Орден Почёта (2017)[2][4],
- Медаль ордена «За заслуги перед Отечеством» II степени (2017)[1][2][4],
- Медаль Ягужинского (2018),
- Орден Александра Невского (2021)[2][4][9].